# James Skelly
Pour les articles homonymes, voir Skelly.
James Alexander Skelly, né le 16 août 1980 à Birkenhead est un musicien, auteur-compositeur-interprète et producteur de disques britannique.
Il est le leader de The Coral et, depuis 2012 mène une carrière. Il est le cousin de Miles Kane.

## Biographie
Il sort son premier album solo, Love Undercover, en juin 2013 sur Skeleton Key Records, un label qu'il a co-fondé avec Neville Skelly et son frère Ian,. Skelly est soutenu par The Intenders, composé de Ian Skelly, Paul Duffy, Nick Power et d'anciens membres de Tramp Attack et The Sundowners. Il s'est également lancé dans la production de disques, travaillant avec des artistes dont Blossoms,, She Drew The Gun (en), Cut Glass Kings (anciennement The Circles), et The Sundowners.

## Discographie
Avec The Coral
En solo
- Love Undercover, juin 2013, Skeleton Key Records